# Abbaye Saint-Étienne de Heidelberg
Pour les articles homonymes, voir Abbaye Saint-Étienne.
L'abbaye Saint-Étienne est une ancienne abbaye cistercienne à Heidelberg.

## Histoire
L'abbaye Saint-Étienne est la deuxième abbaye, avec l'abbaye Saint-Michel, fondée sur le Heiligenberg (de). Elle est fondée en 1090 par l'abbé Arnold qui vient de rejoindre l'ordre de Saint-Benoît. Il élève une petite chapelle.
Zundebold, prévôt de Saint-Michel, proche d'Arnold, ajoute d'autres bâtiments avec l'accord de l'abbaye de Lorsch. L'église abbatiale est construite au XIIe siècle dans un style gothique. Le principal mécène est un croisé de Handschuhsheim. Sa veuve Hazecha est enterré dans la partie occidentale de l'ancienne église. Alors que les mœurs du monastère bénédictin s'assouplissent de plus en plus, les prémontrés de l'abbaye d'Allerheiligen reprennent l'abbaye au XIIIe siècle. L'abbaye est dissoute au XVIe siècle au moment de la Réforme, le bâtiment tombe en ruine. En 1589, l'université de Heidelberg en devient l'héritier et s'en sert comme d'une carrière. En 1885-1886, on bâtit la tour d'observation sur le site de l'abbaye avec d'anciennes pierres.